# Carl Norlander (1895–1961)
Carl Jonas Wilhelm Norlander, född den 16 januari 1895 i Fjällsjö församling, Västernorrlands län, död den 29 juli 1961 i Stockholm, var en svensk militär.
Norlander avlade studentexamen 1913. Han blev fänrik vid Västernorrlands regemente 1918, löjtnant där 1920, vid intendenturkåren 1927, kapten där 1928. Norlander var regementsintendent vid Bodens artilleriregemente 1930, tjänstgjorde vid intendenturstaben 1930–1936, var chef för Första intendenturkompaniet 1936–1937, regementsintendent vid signalregementet 1937–1941 och chef för drivmedelsbyrån vid arméförvaltningens intendenturavdelning 1942–1944. Norlander befordrades till major 1940, till överstelöjtnant 1942 och till överste på reservstat 1944. Han blev verkställande direktör vid Tjänstemännens kreditanstalt 1945. Norlander blev riddare av Svärdsorden 1938. Han vilar på Ramsele gamla kyrkogård.